# Banc Leumi
El Banc Leumi (hebreu: בנק לאומי‎, en català «banc nacional») és un banc israelià fundat a Londres amb el nom d’Anglo Palestine Company el 27 de febrer de 1902 per membres del moviment sionista, amb la finalitat de promoure la indústria, la construcció, l'agricultura i les infraestructures a la Terra d'Israel. Avui dia el Banc Leumi és el major banc d'Israel en quant al total d'actius, amb 13.500 empleats i compta amb filials a una vintena de països.